# Saint-Preuil
 Saint-Preuil  là một xã ở tỉnh Charente phía tây nước Pháp. Xã này có diện tích 12,39 km², dân số năm 1999 là 289 người. Khu vực này có độ cao trung bình 96 mét trên mực nước biển.